# Madeira
För andra betydelser, se Madeira (olika betydelser).
Madeira är en ögrupp i Atlanten, kring 400 kilometer norr om Kanarieöarna. Den tillhör Portugal, men är politiskt självstyrande (autonom region). Ögruppen består av huvudön Madeira, den mindre ön Porto Santo samt två grupper av obebodda öar, Ilhas Desertas och Ilhas Selvagens. Huvudstaden är Funchal.
Madeira betyder trä, timmer på portugisiska. Namnet är en översättning från det tidigare italienska namnet Isola di Legname.

## Geografi

Funchals stadsvapen

Ön, som geografiskt anses tillhöra Afrika, är belägen cirka 400 km nordväst om Kanarieöarna och cirka 600 km väst om Afrikas kust. Huvudstad är Funchal. Ön är 797 km² stor och har omkring 267 000 invånare.
Till regionen Madeira hör även:
- Porto Santo, en större ö 43 kilometer i nordostlig riktning.
- Ilhas Desertas, 25 km sydost, några små, bergiga, mycket långsmala och obeboeliga öar, med de två högsta höjderna 478 m över havet och 384 m över havet.
- Selvagensöarna (Ilhas Selvagens), en skärgård i position 30°04′N, 15°56′W bestående av 3 större öar och många småöar och skär.

## Levador
En levada är en bevattningskanal eller akvedukt som är specifik för den portugisiska atlantregionen Madeira. Madeira är fuktig i nordväst, men torr i sydost. På 1500-talet började portugiserna bygga levadas (akvedukter) för att transportera vatten till jordbruksregionerna i söder. På grund av Madeiras bergiga landskap blev det en besvärlig uppgift att bygga levador. Det blev därför ett tvångsarbete för brottslingar och fångar från det kontinentala Portugal, att bygga dessa bevattningskanaler. Många är utskurna i bergssidorna, åtföljda av 40 km tunnlar, av vilka några fortfarande är tillgängliga.
Idag levererar levadorna vatten och tillhandahåller även vattenkraft. Kanalsystemet används för elproduktion med kraftverk i bland annat Calheta, Nogueira, Agua da Serra och Seixal. Över 2 170 km levador byggdes och gav senare ett nätverk av vandringsleder. En del av stigarna kan ge enkla och avkopplande promenader genom landskapet, medan andra är smala, sönderfallande avsatser där en halkning kan resultera i skada eller dödsfall. Dessa stigar har blivit populära vandringsleder för turister. Stigarna saknar ofta staket och det har flera gånger inträffat att turister störtat nedför någon brant. Vissa förbättringar har gjorts av dessa stigar efter översvämningar och lerskred på Madeira 2010. Sådana förbättringar medför fortlöpande underhåll av bäckar, asfaltering av stigar och upprättande av säkerhetsstängsel på farliga sträckor.

## Madeiras flagga
Flaggan antogs 1978. Dess blåa fält symboliserar havet som omger ön. Det guldgula fältet i mitten symboliserar Madeira och dess bördiga areal som gett ön dess rikedom. Fältet symboliserar även klimatet på ön. Det röda kristuskorset symboliserar öns upptäckare och därmed öns band med Portugal.

## Historia
Det finns indikationer via musbensanalyser på att vikingar besökte ön någon gång under 900-1000-talet, och det finns omnämningar i antika källor som skulle kunna syfta på Madeira. Källor som helt säkert talar om ögruppen dyker upp redan på 1300-talet, århundradet innan den mer väldokumenterade upptäckten och kolonisationen av området.
År 1418 kom de portugisiska sjöfararna João Gonçalves Zarco och Tristão Vaz Teixeira, i Henrik Sjöfararens tjänst, ur kurs i en storm, men räddades av att de hamnade på närbelägna Porto Santo (”Helig hamn”). Tillsammans med Bartolomeu Perestrello företog de en expedition till Porto Santo 1419, under vilken man också upptäckte Madeira – som alltså ändå var känt tidigare. Zarco utsågs senare till guvernör över södra Madeira, Teixeira över norra.
Portugiserna startade plantager, och Madeiras läge gjorde ön till en mellanstation för Portugals handelsfartyg som bland annat fraktade slavar. Bland det som odlats på Madeira märks bland annat sockerrör, apelsiner och bananer. Det som Madeira blivit absolut mest känt för är madeiravinet, som hade sitt ursprung redan tidigt under öarnas kolonisation.
1834 blev Madeira ett distrikt utanför fastlandet, men den stora förändringen kom i samband med Portugals demokratiseringsprocess på 1970-talet. 1976 blev Madeira en autonom region och 1978 valdes Alberto João Jardim till regionens första president. I samband med omvandlingen till en autonom region fastställdes Madeira särställning i Portugals konstitution.
Madeira har sedan utvecklats till en ekonomisk frizon, samtidigt som turismen vuxit starkt.
Man kommer att kunna använda Bitcoin som legalt betalningsmedel, vilket meddelades av President Miguel Alberquerque, på Bitcoin Conference 2022. Ingen skatt kommer att tas ut på vinster från Bitcoin.
Storbritannien ockuperade Madeira i två omgångar i början av 1800-talet. Det brittiska inflytandet på Madeira märks bland annat genom det välkända hotellet Reid's Palace och att britterna sedan lång tid tillbaka haft Madeira som resmål.

## Administration
Madeira är en självstyrande portugisisk region (região autónoma). Regionen Madeira har ett eget regionalt parlament (assembleia legislativa) och en egen regering (governo regional). Parlamentet beslutar i frågor som rör regionen och som inte går emot Portugals lagar. Portugal har en särskild minister som representant på Madeira.

## Turism

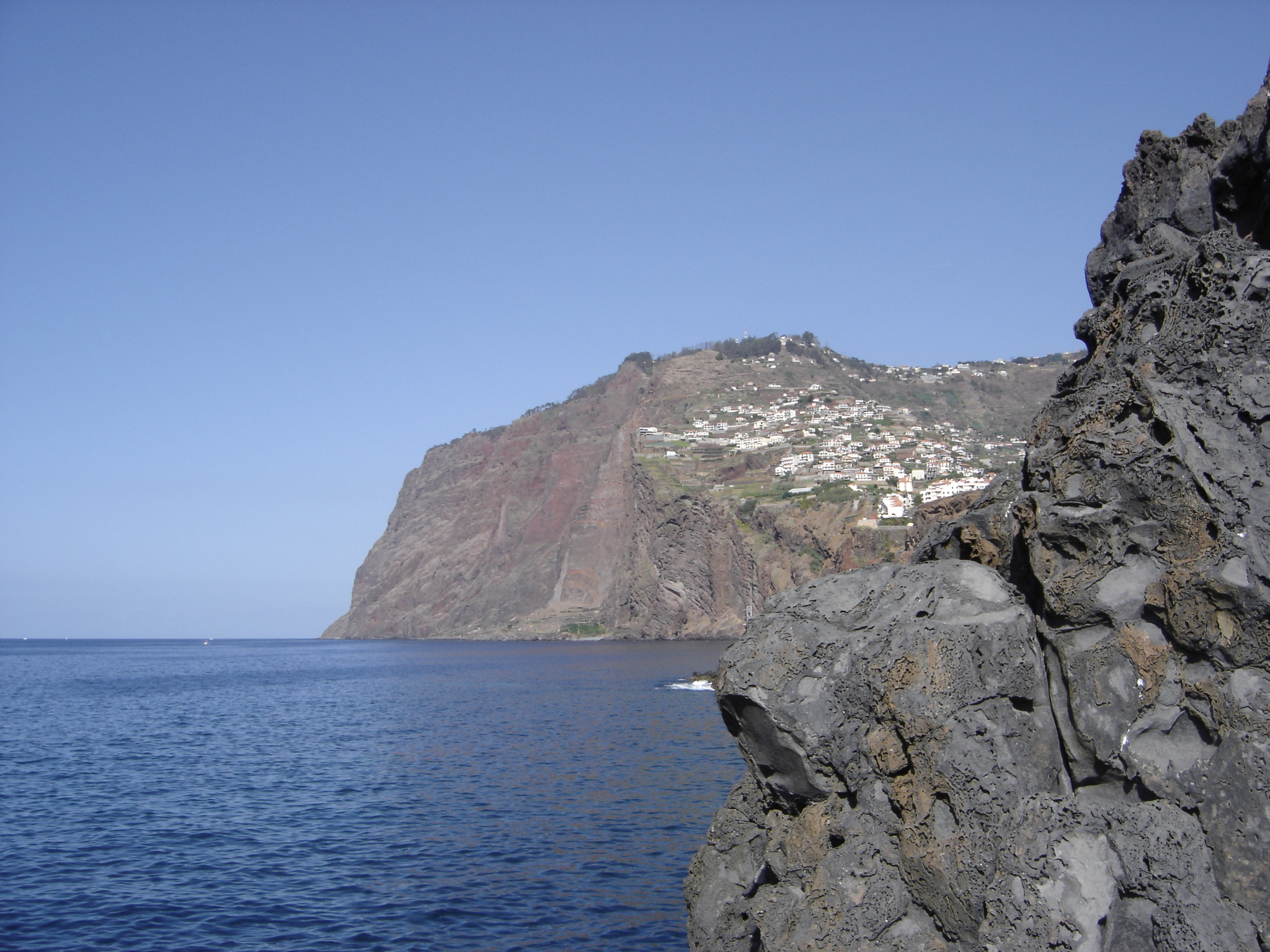
Cabo Girão på Madeira

Turismen är idag den viktigaste näringsgrenen på Madeira. Varje år kommer turister för att uppleva den storslagna naturen och det subtropiska klimatet. En starkt bidragande orsak till turismens framväxt var byggandet av flygplatsen och EU:s strukturfonder.
Till turisters hjälp har del poliser utrustats med ett rött armband. Markeringen betyder att den personen behärskar även ett annat språk än portugisiska, vanligen engelska eller tyska.
Det finns få egentliga badstränder vid kusten, de flesta konstgjorda (Calheta, Machico), så man får bada i hotellens badbassänger eller i stora bassänger ute vid havet.

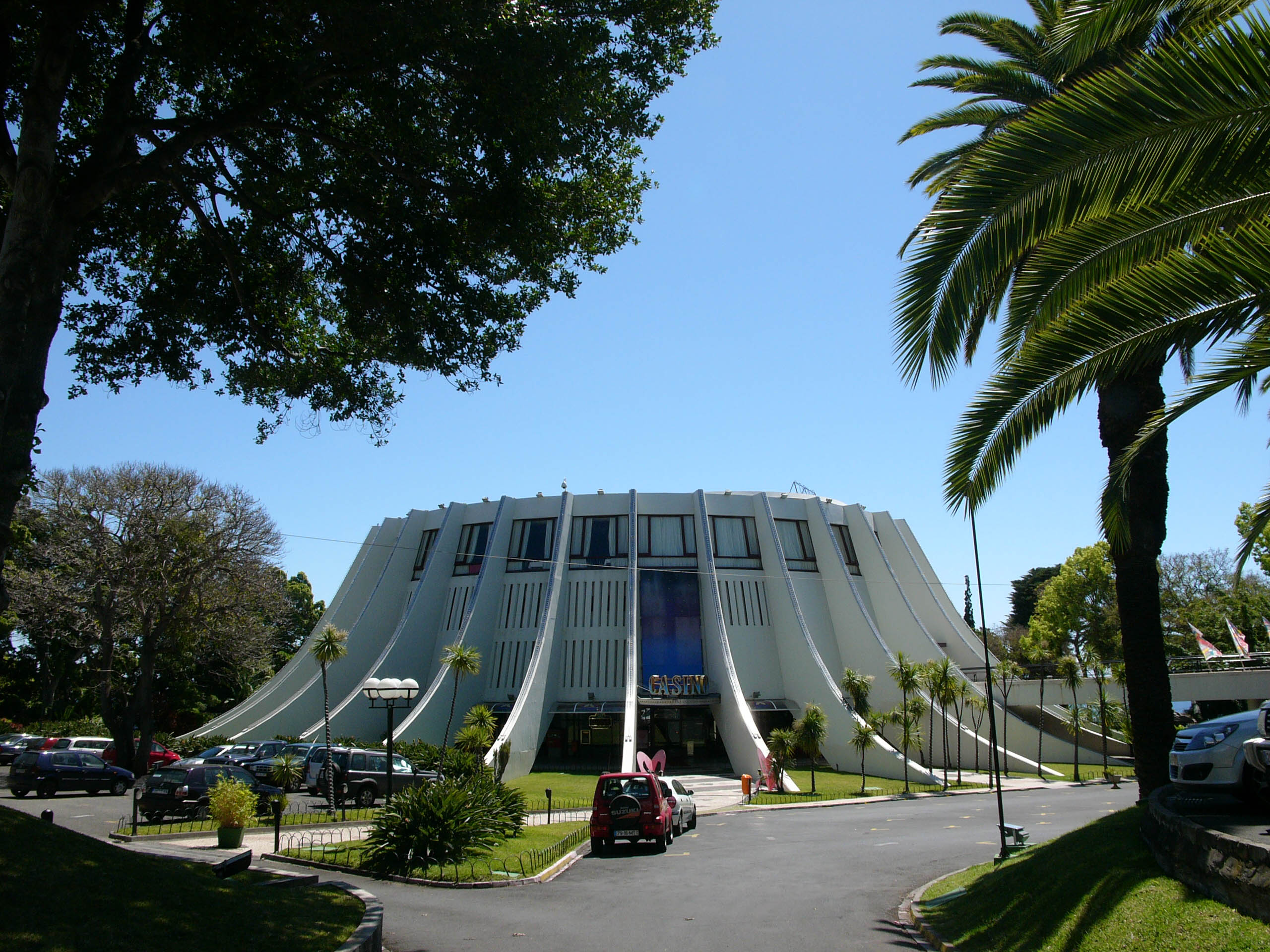
Kasinot i Funchal
Arkitekt Oscar Niemeyer

En 18 håls golfbana finns vid Palheiro, 8 km från Funchal. Den öppnades 1992. I Santo da Serra finns en annan golfbana.
I Funchal finns ett kasino.
I Funchal finns även Cristiano Ronaldos museum, CR7 Museum, som är en stor turistattraktion på Maderia. Ön har två fotbollslag som båda spelar i Portugals högsta liga. Ett av lagen, CD National, är klubben där Cristiano Ronaldos karriär tog fart.

### Hotell och restauranger
Det finns ett flertal hotell på Madeira i de flesta prisklasser. De flesta hotell och restauranger accepterar de vanligaste kontokorten. Uttagsautomater (multibanco) finns.
Kulinariska paradrätter är anrättningar av fisken espada (strumpebandsfisk, dolkfisk, Aphanopus carbo) och espetada, ett grillspett med marinerat oxkött kryddat med lagerblad. (Man ska inte förväxla espada eller espadarte (svärdfisk) och det snarlika espetada. Etymologiskt är orden inte besläktade.)

## Klimat
Nära havet råder ett maritimt klimat med behaglig temperatur, men uppe i bergstrakterna kan det vara rätt kyligt. Vissa områden är belägna så högt över havet att det finns en tydlig trädgräns ovanför de eukalyptusskogar som finns längre ned på bergsluttningarna.

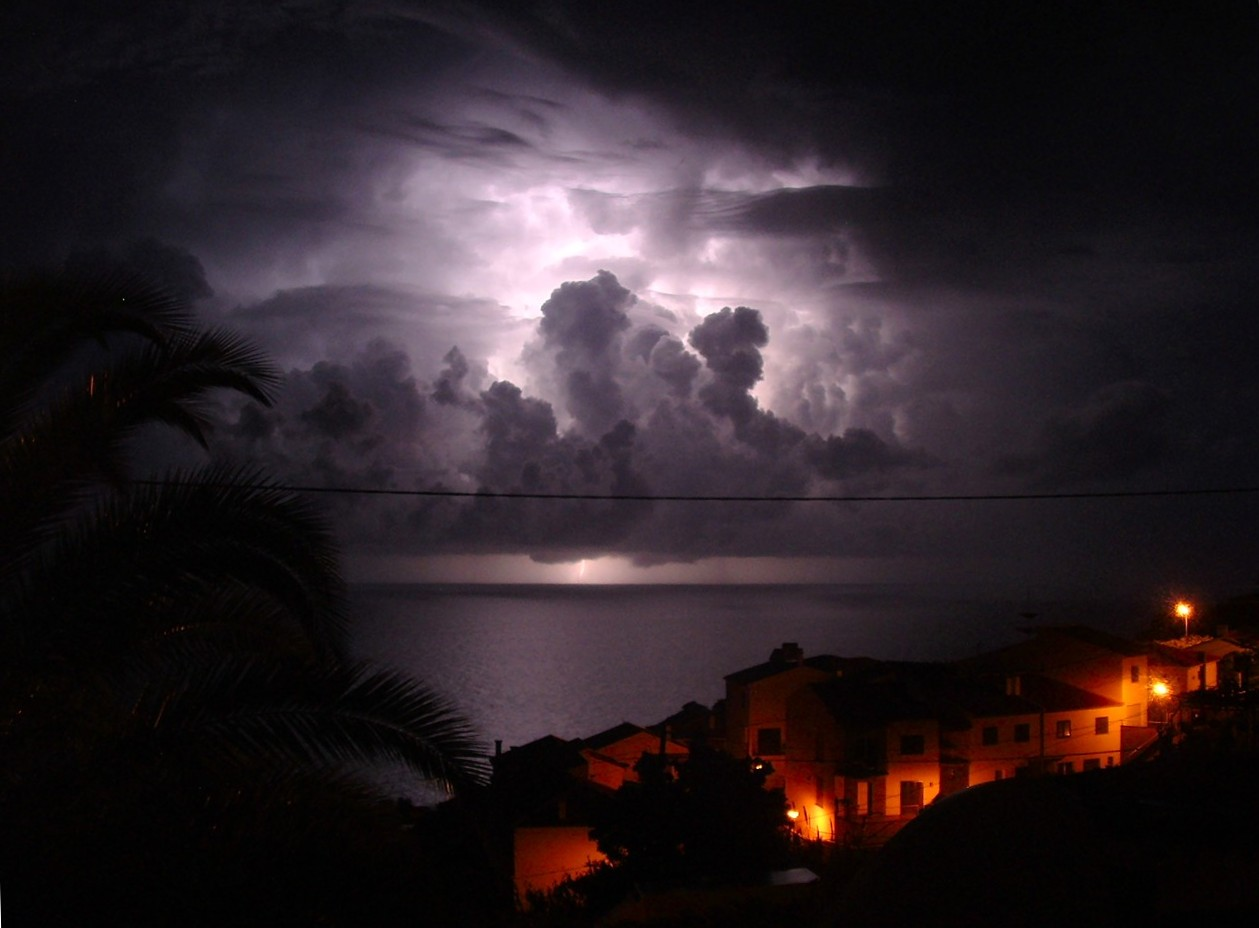
Åskväder över Garajau

|                       | Okt | Nov | Dec | Jan | Feb | Mar | Apr |
| --------------------- | --- | --- | --- | --- | --- | --- | --- |
|                       |     |     |     |     |     |     |     |
| Lufttemperatur (°C)   |     |     |     |     |     |     |     |
| Dag                   | 24  | 22  | 20  | 19  | 19  | 19  | 20  |
| Natt                  | 18  | 16  | 14  | 13  | 13  | 14  | 14  |
| Vattentemperatur (°C) | 22  | 21  | 19  | 18  | 18  | 18  | 18  |
| Soltimmar per dag     | 7   | 6   | 6   | 6   | 6   | 7   | 7   |

## Infrastruktur
Vägnätet har byggts ut och förbättrats under senare år. Länge hade man stora problem att ta sig fram på stora delar av ön. Järnvägar saknas.
En bilfärjeförbindelse finns från huvudön till Porto Santo. Överfarten tar två timmar.
1964 invigdes öns internationella flygplats intill Santa Cruz, 20 km öster om Funchal. Flygplatsen har senare byggts ut. Landningsbanan medger hinderfri anflygning från havet.

### Internet
På flygplatsen och några andra ställen finns av myndigheterna finansierad möjlighet till gratis så kallad Wi-Fi-anslutning till Internet. Platser där sådan anslutning är möjlig utmärks med skyltar med blå text på vit botten.